# Anatolij Scharij
Anatolij Anatolijowytsch Scharij (ukrainisch Анатолій Анатолійович Шарій Anatolij Anatolijovyč Šarij, * 20. August 1978 in Kiew, Ukrainische SSR, Sowjetunion) ist ein ukrainischer prorussischer Politiker, Betreiber des Nachrichtenportals Sharij.net, Nowoje Isdanije als Webvideoproduzent und Blogger sowie eines YouTube-Kanals als Vlogger.

## Leben
Anatolij Scharij ist in Kiew geboren und aufgewachsen. In seiner Jugend litt er mehrere Jahre unter pathologischem Spielen. Eine Beziehung half ihm, seine Sucht zu beenden. Scharij studierte an der Kiewer Höheren Panzer-Ingenieurschule und schloss sein Studium mit Erfolg ab.
Im Jahr 2013 verlobte er sich mit Olga Bondarenko in der Europäischen Union. Olga Scharij ist die Chefredakteurin von Sharij.net und beschäftigt sich auch mit dem Bloggen.

### Journalistische Tätigkeit
Anatolij Scharij begann seine journalistische Tätigkeit Anfang 2005. Er arbeitete als Autor für verschiedene Magazine in Russland und der Ukraine, darunter Sewodnja und der Moskowski Komsomolez.
Ende 2006 schrieb er einen letzten Artikel für die russische Frauenzeitschrift MyJane, in dem er den Einsatz von Kindern als „professionelle Bettler“ in Kiew thematisierte: Seit 2009 arbeitete Scharij nur noch mit Internet-Zeitungen zusammen.
Im Oktober desselben Jahres veröffentlichte er einen Artikel im ukrainischen Internetmagazin From-UA. In diesem verdächtigte er das Odessaer Kinderheim „Schemtschuschinka“ (Жемчужинка, dt. „Perlchen“), Waisen als Kinderprostituierte anzubieten. Seinen Verdacht begründete er unter anderem damit, dass sich in dem unverhältnismäßig großen Gebäude nur 23 Kinder befänden, die von einer doppelt so großen Anzahl von Heim-Mitarbeitern betreut würden. Zudem tauchten vor dem mit Videokameras und Wachmännern ausgestatteten Haus Nachts regelmäßig teure Autos auf, die erst am Morgen wieder wegführen. Ein zuvor gesunder 4-jähriger Junge sei nach einwöchigem Aufenthalt im Heim in die psychiatrische Abteilung des örtlichen Krankenhauses eingewiesen worden. In einem anderen Fall habe eine Frau ein 5-jähriges Mädchen aus dem Kinderheim adoptieren wollen. Beim Spielen mit dem Kind habe dieses versucht, der Frau Zungenküsse zu geben. Noch im Jahr 2007 hätten daraufhin die Vorsitzende der „Gesellschaft für Chancengleichheit“, Swetlana Djatschenko, sowie der Abgeordnete der „Starken Ukraine“ in der Werchowna Rada, Michail Sirota, eine medizinisch-psychologische Untersuchung der Kinder im „Schemtschuschinka“ gefordert. Dies habe das Kinderheim mit der Begründung abgelehnt, dass eine solche Untersuchung ein Trauma bei den Kindern verursachen würde. Sofort nachdem sich der Inlandsgeheimdienst SBU des Falls angenommen habe, sei die Besucherliste des Kinderheims verschwunden. Die SBU-Mitarbeiter hätten daraufhin Anatolij Scharij mitgeteilt, dass die Geschichte sehr „dunkel und unangenehm“ sei, man aber „nichts tun“ könne. 2008 kam der Politiker Michail Sirota, der ausgesagt hatte, dass in der „Schemtschuschinka“ begangene Vergewaltigungen von den Strafverfolgungsbehörden gedeckt würden, bei einem Autounfall ums Leben.
Im Sommer 2010 zeigte die Geschäftsführerin des Wohltätigkeitsfonds „K“, Oksana Dogan, die das Kinderheim hatte bauen lassen, Scharij wegen Verleumdung an. Am 4. August 2010 veröffentlichte der Journalist einen Artikel, in dem er bestritt, Falschaussagen getätigt zu haben. Am 15. April 2010 erhielt er einen Anruf von einem Festnetz-Telefon in Odessa. In diesem „riet“ ihm ein unbekannter Mann, für seine Behauptungen zu bezahlen, ansonsten würde man ihm „den Kopf abschneiden“. Noch am selben Tag wandte sich Scharij diesbezüglich an den SBU, dort reagierte man allerdings nicht auf die Androhung. Am 19. September 2010 wurde Anatolij Scharij von einem Gericht für schuldig befunden und dazu verpflichtet, eine Entschädigung in Höhe von 1.000 Griwna an das Waisenhaus „Schemtschuschinka“ zu zahlen.
Bis zu Beginn des Jahres 2012 war er Leiter der „Untersuchungs“-Abteilung des ukrainischen Internetmagazins Obosrewatel (dt. „Der Kolumnist“). Danach floh er laut eigenen Angaben vor Repressionen der Regierung unter Wiktor Janukowytsch aus der Ukraine und beantragte Asyl in der Europäischen Union. Ursache für die vermeintliche Verfolgung war ein Strafverfahren gegen ihn, nachdem Scharij bei einer McDonald’s-Filiale einen Mann mit einer Gummigeschosswaffe beschossen hatte. Laut eigenen Angaben tat Scharij dies, nachdem der Mann seine Ehefrau angegriffen hatte. Darüber hinaus lief gegen Scharij ein Verfahren, wonach er beschuldigt wird, absichtlich falsche Angaben zu einem Verbrechen gemacht und erfundene Beweise vorgelegt zu haben. Bis heute hat das Bezirksgericht Schewtschenkiwskiji in Kiew dem Auslieferungsersuchen der Staatsanwaltschaft nicht stattgegeben und die Durchsuchung und Verhaftung Scharijs in Abwesenheit annulliert.

### Ermittlungen 2011
Im Frühjahr 2011 begann Scharij, Artikel über den Kampf gegen organisierte Kriminalität zu schreiben. Scharij beteiligte sich persönlich an Aktionen wie der „Schließung des illegalen Casinos“. Im Jahr 2011 führte Scharij zusammen mit Journalisten des TV-Kanals 1+1 eine Reihe von Ermittlungen durch, die der „Überdachung“ des Drogenhandels in der Ukraine durch das Büro für die Bekämpfung des Drogenhandels gewidmet waren. Am Mittwochabend, 13. Juli, wurde das Auto von Anatolij Scharij, der mit der Fernsehgruppe „1+1“ ein illegales Kasino entdeckt hatte, in Kiew beschossen. Die Polizei leitete einen Fall der Schießerei ein, während das Kasino 34 Spielautomaten beschlagnahmte.
Am 6. Juni, dem ukrainischen Journalistentag, wurde Scharij von dem stellvertretenden Innenminister Wasyl Farynnik „für seine Professionalität und Objektivität bei der Berichterstattung über die Arbeit des Innenministeriums“ ausgezeichnet.

### Angriff
Am 12. Juli 2011 um 3.30 Uhr, wenige Stunden nach dem Vorfall in einem illegalen Casino, als Scharij und das Filmteam von TV-Kanal 1+1 im Raum von den entflohenen Arbeitern eingesperrt wurden, wurde ein Schuss auf Scharijs Auto auf der Radtschenko-Straße abgegeben. Infolgedessen wurden die Windschutzscheibe und die Heckscheibe des Autos zerschossen, die Innenverkleidung wurde durch Schrotkugeln beschädigt
Das Strafverfahren Nr. 09-22896 nach Teil 2 des Artikels 383 des ukrainischen Strafgesetzbuches wurde wegen des Attentats auf den Journalisten im Oktober 2011 eröffnet. Der Leiter des Pressedienstes der Kiewer Polizei, Wolodymyr Polischtschuk, legte die Version vor, nach der man Scharij „nur erschrecken wollte“, weil die Schießerei bereits begonnen hatte, als er aus dem Auto sprang.
Am 14. Juli wurde der Fall des versuchten Attentats unter die persönliche Kontrolle von Präsidenten Janukowitsch, dem stellvertretenden Generalstaatsanwalt Kusmin und dem Innenminister Mogiljow gestellt. Scharijs Vernehmungen dauerten jeweils 6-10 Stunden, und am 15. Juli wurden von ihm Fingerabdrücke und DNA-Proben genommen.

### Politisches Asyl
Der Jahresbericht 2011 der Menschenrechtsorganisation „Human Rights Watch“ nannte den Angriff auf Scharij als einen der Beweise für die sich verschlechternde Situation für Journalisten in der Ukraine.
Am 19. März 2012 gab er ein Interview, in dem er behauptete, in der Europäischen Union zu sein und in Litauen Asyl beantragte.
Am 8. Juni 2012 berichteten die Medien, Scharij habe in der Europäischen Union Asyl erhalten. Scharij ist der erste ukrainische Journalist, dem in den letzten Jahren den Flüchtlingsstatus in den EU-Ländern zuerkannt wurde.
Am 16. Juli 2013 wurde Scharij auf Ersuchen der ukrainischen Behörden von Interpol in den Niederlanden verhaftet. Am 18. Juli gab das ukrainische Außenministerium eine Erklärung zu einer möglichen Auslieferung von Scharij ab. Am selben Tag weigerte sich jedoch ein niederländisches Gericht, Scharij an die Ukraine auszuliefern.

### Nach dem Euromaidan 2014
Seit 2014 positioniert sich Scharij als Kritiker der neuen ukrainischen Regierung und der Medien. Aufgrund des „öffentlichen Auslachens der Ukraine und der ukrainischen Armee“ sowie des Singens von „Kreml-Propagandaliedern“ prüfte das litauische Innenministerium im Februar 2015 seinen Flüchtlingsstatus.
Am 14. November 2017 trat Scharij der Europäischen Journalisten-Föderation bei.
Im Mai 2021 hob Litauen seinen Flüchtlingsstatus auf und erklärte ihn zur Persona non grata. Scharij lebt gegenwärtig in Spanien. Dort wurde er laut Angaben des ukrainischen Geheimdienstes am 4. Mai 2022 wegen Verdachts auf Hochverrat verhaftet. Nach kurzer Zeit wurde er wieder auf freien Fuß gesetzt, muss sich aber regelmäßig bei den Behörden melden und darf das Land nicht verlassen.

## Ermittlungen und Resonanzereignisse
Am 12. Mai 2018 veröffentlichte Scharij auf Facebook Screenshots von geschlossenen Postings von Wasyl Maruschynets, Konsul der Ukraine in Hamburg, die Aufrufe zum „Tod der Antifaschisten“ enthielten.
Im Juni 2018 veröffentlichten Scharij Anatolij und seine Ehefrau Olga Scharij die Dokumente der Vernehmungen des ukrainischen Aktivisten Gennadij Afanasjew, die Aussagen Gennadijs gegen Oleg Sentsow (der zu dieser Zeit am Verhungern war) enthielten.
Am 14. Januar 2020 führten Mitarbeiter Sicherheitsdienst der Ukraine der Abteilung für Wohnungswesen und kommunale Dienstleistungen der Stadt Mykolajiw eine Durchsuchung auf der Grundlage des Beschlusses durch, der im Rahmen der Ermittlung des Strafverfahrens zu möglichen Verstößen beim Wiederaufbau des Sobornaya-Platzes erlassen wurde.
Seit Februar 2021 wirft die Sluschba bespeky Ukrajiny ihm Staatsverrat sowie die Herabsetzung von Bürgern aufgrund ihrer Rasse, Nationalität, religiösen Überzeugungen, Behinderung und anderer Kriterien vor.

## Rezeption
Im Oktober 2016 äußerte sich der russische Journalist Wladimir Posner, der durch sein Eintreten für die Sichtweise der Sowjetunion im Kalten Krieg im Westen bekannt wurde, zu Anatolij Scharij. Er sagte, dass dieser das Recht hätte, „Journalist“ genannt zu werden. Denn anders als viele andere würde er „die Dinge beim Namen nennen“: „Er hat sich erlaubt (und wie ich verstehe, erlaubt er es sich weiterhin) die Wahrheit über die Ukraine zu schreiben und zu sagen.“ Diese Unterstützung widersprach anderen Einschätzungen, welche Scharij attestiert hatten, dass „er sich selber Journalist nenne“.

## Politische Positionen

### Haltung zur Politik in Russland
Die Stiftung gegen Korruption des russischen Oppositionspolitikers Alexei Nawalny erklärte, Scharij sei entweder ein „anti-ukrainischer oder ein pro-Kreml-Blogger“. Scharij betont allerdings, dass ihm Wladimir Putin in den letzten Jahren nicht mehr gefallen würde und dass er auch nicht dazu aufrufe, ihn zu wählen. Er behauptete, der Dokumentarfilm Für euch ist er kein Dimon, in dem es über Korruptionsvorwürfe gegen den russischen Ministerpräsident Dmitri Medwedew geht, sei nicht von der Stiftung gegen Korruption gedreht worden, sondern von Leuten, die „schlecht auf russisch reden aber dafür professionell arbeiten“. Scharij erklärte, die russische Führung sei dazu verpflichtet, auf die Vorwürfe aus dem Film einzugehen, rechtfertigte aber zugleich die Festnahme von Demonstranten, die wegen des Korruptionsskandals auf die Straße gegangen sind, mit den Worten, die Sicherheitsorgane „sollen nicht warten, bis die ersten Molotowcocktails auftauchen“.
Scharijs Partei wurde wiederholt als „prorussisch“ eingestuft. Nach der russischen Invasion im Jahr 2022 bezeichnete er diese als einen Krieg und eine Aggression gegen das ukrainische Volk mit den Worten: „Der Krieg ist Russlands Aggression und Invasion gegen das ukrainische Volk“. Er hatte gesagt, dass die Krim und der ganze Donbass (Donezbecken) Teil der Ukraine sind. „Als ukrainischer Staatsbürger ist meine Position, dass die Krim Teil der Ukraine ist“, sagte Scharij auf einer Pressekonferenz am 20. Oktober 2021 im Brüsseler Presseclub und fügte hinzu, dass er dieselbe Meinung in Bezug auf den gesamten Donbass (Donezbecken) habe. Seit 2019 ist er Vorsitzender der von ihm gegründeten Partei Scharij, die am 16. Juni 2022 aufgrund des Vorwurfs von Verbindungen zur Russischen Föderation vom Achtes Berufungsgericht in Lemberg verboten worden ist.
Im Mai 2023 entschuldigte sich Scharij öffentlich dafür, dass er sich in seinen Videos für normale gute Beziehungen mit Russland ausgesprochen hat: „Ich habe mich 8 Jahre lang extrem geirrt, als ich versuchte, zu sagen und zu rechtfertigen, dass man mit diesen Leuten normal leben kann... [Es war falsch zu sagen, dass Russland] euch nicht verschlingen wird, dass sie adäquat sind. Das war natürlich ein Fehler. Es war ein 100-prozentiger Fehler.“

### Kritik an Mitgliedern der Partei „Sluha narodu“
Nachdem Präsident Zelensky und die Partei „Diener des Volkes“ an die Macht gekommen waren, begann Scharij damit, Parteifiguren offen zu kritisieren sowie die Behörden für ihre mangelnde Bereitschaft, Wahlversprechen bezüglich der Strafverfolgung und der Einleitung von Strafverfahren gegen Vertreter der alten Behörden zu erfüllen.
Im Februar 2020 leitete die Partei „Diener des Volkes“ die Behandlung eines Gesetzentwurfs „Über Medien“ (Nr. 2693) im Parlament ein, das nicht nur die Fernseh- und Radiosendungen, sondern auch andere Online-Medien regelt. Laut der Vorstandsvorsitzenden der National Association of Ukrainian Media, Tetyana Kotyuzhynska, hängt das Erscheinen dieses Gesetzes mit der Person des Videobloggers und seinem Einfluss auf den Informationsraum des Landes zusammen.
Nachdem nahestehende Menschen von Serhij Sternenko, der des vorsätzlichen Mordes verdächtigt wurde, am 11. und 12. Juni Journalisten der Zeitung „Sharij.net“ angegriffen hatten, rief Scharij seine Anhänger zu einer Kundgebung vor dem Büro des Präsidenten auf. Die Kundgebung fand am 15. Juni statt. Während des friedlichen Marsches forderten die Demonstranten die Reaktion Selenskyjs auf die Situation. Nach Beendigung der Kundgebung kam es zu einer Reihe von Angriffen von Mitgliedern des „Nationalkorps“ auf Anhänger der Partei Scharij. Danach folgte eine Reihe von Angriffen auf Parteianhänger (einer davon mit schweren Schlägen gegen Nikita Rozhenko). Laut Anatolij Scharij wurde das Nationalkorps vom Amt des Präsidenten koordiniert.

### Kritik an Präsident Poroschenko
Während der gesamten Präsidentschaft von Petro Poroschenko kritisierte Anatolij Scharij mehrfach seine Aktivitäten. Als Reaktion auf die Kritik startete die Präsidialverwaltung eine Kampagne, um den Journalisten zu diskreditieren. Darüber hinaus beantragte die Verwaltung bei der Google Corporation die Offenlegung des Wohnsitzes der Autoren mehrerer YouTube-Kanäle, darunter Anatolij Scharij.
Für diese Aktionen im Dezember 2018 bot Anatolij Scharij 15.000 UAH für jeden, der Poroshenko eine Frage zu den Gründen für die strafrechtliche Verfolgung des Bloggers Scharij stellt. Anfang 2019 verwandelte sich die Kampagne in vielen Städten der Ukraine in einen Flashmob.
Am 10. Januar 2019, im Rahmen des Präsidentschaftswahlkampfes, sagte Petro Poroschenko in Beantwortung einer Frage zur Scharijs Verfolgung: „Anatolij Scharij ist kein ukrainischer Journalist, er arbeitet für Russland“. Daraufhin reichte Scharij eine Klage gegen Poroschenko wegen Verleumdung ein. Am 13. Mai 2020 gab das Bezirksgericht Kiew Petscherskyj der Klage statt und wies Poroschenko an, eine Widerlegung in der Zeitung „Uryadovoj Kurier“ zu veröffentlichen.

## Kontroversen
Scharij erregte negatives Aufsehen, nachdem er in einem am 28. April 2014 veröffentlichten Video Bewohner der westlichen Ukraine als Menschen zweiter Klasse und Mischlinge bezeichnet hatte. Unter anderem erklärte er darin: „Ihr seid zur Hälfte verdammte Polen, zur Hälfte Ungarn.“ Weiter fuhr er fort, dass die Westukrainer den Menschen in Kiew nicht erzählen sollten, wie sie sich verhalten sollen, wie sie das Land lieben sollen, wie sie ihre Flagge lieben sollen: „Denn es ist nicht eure Flagge. Ihr habt keine Flagge. Ihr seid keine Ukrainer.“ Scharij entschuldigte sich später für das Video und sagte, dass er nur über bestimmte Leute spreche.
Scharij gehörte zu den Personen, welche den Nowaja-gaseta-Reporter Pawel Kanygin während einer russischen Propagandakampagne verunglimpften, oder war der Auslöser dieser Kampagne. Der Herausgeber Dmitri Andrejewitsch Muratow bezeichnete Scharij als (selbst ernannten) „Medienexperten“ in Anführungszeichen und forderte eine Entschuldigung.
Im Juli 2019 warf ihm das Ukrainische Militärportal Verbreitung von Fake News vor. Demnach habe Scharij in mehreren seiner Videos aus dem Jahr 2014 Waffensysteme der Separatisten als Waffensysteme der ukrainischen Armee dargestellt.

### Homophobie und Antiziganismus
Scharij war Mitglied des Organisationskomitees der Bewegung Liebe gegen Homosexualität. Laut einer Publikation der Heinrich-Böll-Stiftung erklärte er in dieser Funktion: „Sollen [die Homosexuellen] doch sitzen und sich darüber freuen, dass man sie nicht tötet.“ Als oberstes Ziel von Liebe gegen Homosexualität erklärte er „damit die Homosexuellen in ihren Wohnungen leben und nicht auf die Straße gehen, damit sie nicht in den Medien auftauchen und nicht ihren Lebensstil propagieren. […] Wir fordern gleichzeitig eine strafrechtliche Verfolgung für die Propagierung von Homosexualität.“ In einem Artikel schrieb er: „Im Iran wurden nach der islamischen Revolution von 1979 über 4000 Lesben und Homosexuelle zum Tode verurteilt. Das klerikale Regime hat auch viele Frauen wegen Ehebruchs hingerichtet. (…) Ich nehme an, die Situation mit Prostitution, Pädophilie und Vergewaltigung im Iran ist hunderte Male besser als in unserem extrem kultivierten und zivilisierten Land.“
Im Juli 2020 wies der ukrainische Journalist Serhij Iwanow darauf hin, dass Scharij in einem Blogeintrag vom 6. November 2010 über die italienische Einwanderungspolitik die Volksgruppe der Sinti und Roma als „Dreck dieser Welt“ bezeichnet hatte. In einem anderen Blogeintrag vom 7. Januar 2010 warf Scharij die Frage auf, ob Adolf Hitler damit Unrecht hatte, Homosexuelle und Angehörige der Sinti und Roma in Gaskammern zu stecken und diese zu sterilisieren. In einem Video vom 1. Mai 2018 verurteilte Scharij jedoch die Niederbrennung eines Lagers von Sinti und Roma durch ukrainische Rechtsextremisten, weil dies ein Akt der Selbstjustiz sei. Im Video erklärte er: „Mein Verhältnis zu Roma oder Zigeunern, wie sie von manchen genannt werden, kennen alle, die mich kennen. Es geht aber nicht darum, wie sie leben. Es geht nicht darum, was sie machen. Es geht darum, dass das Problem mit solchen Mitteln zu lösen, illegal ist [...] und dass man dafür eigentlich ins Gefängnis gesteckt wird.“
Am 24. März 2021 entschuldigte sich Scharij für seine elf Jahre alten Äußerungen „in Bezug auf Schwule und Sinti und Roma“. Scharij gab an, er habe sich „mit ein paar guten hundert Qualitätsuntersuchungen“ entschuldigt. Als Beispiel erinnerte der Blogger an seine Berichte über die Zerschlagung eines Lagers von Sinti und Roma sowie über einen Mordfall am Bahnhof. Scharij gab an, dass er sich für seine Vergangenheit ausreichend entschuldigt habe.

## Auszeichnungen und Ehrungen
- 2009: Kreuz der Auszeichnung 2. Grades des Innenministeriums der Ukraine
- 2009: Yousmi Web-Journalism Award, für „die beste Geschichte“[98]
- 2016: Gewinner des Internationalen Literatur- und Medienwettbewerbs Oles Busyna im Bereich „Blogger und Online-Publikationen“[99]

Im Jahr 2019 wurde die Scharij laut „Vesti“ in die Liste der 100 einflussreichsten Personen und Phänomene in der Ukraine aufgenommen. Er belegte den 34. Platz.
Wiederholt wurde Anatolij Scharij in die Liste der beliebtesten ukrainischen politischen Blogger auf Facebook aufgenommen, derjenigen, die ihre Seiten auf Facebook aktiv pflegen und deren Beiträge das größte Publikum in ihrer Kategorie anziehen.
Brand Analytics präsentierte das Ranking vom Juni 2020 - Top 20 russischsprachige YouTube-Blogger in Bezug auf die Beteiligung, wobei Anatolij Scharij mit 4,4 Millionen beteiligten Personen auf Platz 3 liegt.
Scharij stieg im Jahr 2017 in die Liste der Top 20 Meinungsführer der Ukraine in sozialen Netzwerken ein und nahm die zwölfte Zeile der Bewertung von Meinungsführern in sozialen Netzwerken ein.
Er stand 2020 in der Liste der Personen, die in sozialen Netzwerken Einfluss auf die ukrainische Jugend haben. Scharij belegte den 10. Platz.